# Shmuel Stoller
Shmuel Stoller (en hebreo: שמואל סטולר‎); (Moscú, Imperio Ruso, 15 de agosto de 1898 – 6 de marzo de 1977) fue un agrónomo israelí y uno de los primeros miembros del movimiento sionista. Fue galardonado con el Premio Israel en 1965.

## Biografía
Stoller nació en 1898 en Moscú, Imperio Ruso. En 1915, se graduó de la escuela secundaria y comenzó a estudiar historia y lingüística en la Universidad Estatal de Moscú. Con el estallido de la Primera Guerra Mundial, trabajó intensamente para ayudar a los refugiados judíos que fueron expulsados de las invasiones rusas fronterizas con Alemania, y esto aumentó su conexión con su pueblo. En febrero de 1917, fue reclutado en las filas del ejército del Imperio Ruso, pero desertó después de la Revolución de Octubre por estar en desacuerdo con este régimen y se mudó a Crimea, donde pasó dos años y medio con la familia de Yonah, su vecina y novia desde la infancia. Trabajó junto con Yonah para los campesinos tártaros y estudió Agricultura y Ciencias Naturales en Simferopol.
En 1920 se casó con Yonah, emigrando a Eretz Israel poco después formando parte de la tercera Aliyá, y se unieron al Gdud HaAvoda (El Batallón de Trabajo) y los Krimcheks, como parte de un grupo encabezado por Yitzhak Sadeh. Stoller trabajó en la construcción de carreteras hasta que fue aceptado en la Kvutzat Kinneret, siendo uno de sus fundadores, que entonces pertenecía a la Granja del Kinneret. Stoller se involucró en la investigación agrícola y, en 1938, encabezó un grupo que se concentraba en el valle del Jordán, siendo el responsable del desarrollo de métodos de irrigación agrícola y plantaciones. En particular, Stoller fue responsable de la importación y el desarrollo de condiciones adecuadas para nuevas variedades de bananas, dátiles y vides. Por este trabajo recibió el Premio Israel de Agricultura en 1965. Después de su trabajo en el desarrollo de variedades de dátiles y la preservación de la fruta de dátiles, se estableció la empacadora de dátiles en Zemach.
Su actividad pionera y la importancia de su trabajo de investigación llevaron al ofrecimiento de nombrarlo Presidente del Estado, que rechazó con el irónico argumento de que "no vino a Israel para lidiar con nimiedades". Stoller también se dedicó a la educación, y en 1946 fue fundador y director de la Escuela Agrícola Bet Yerah.
Shmuel y Jonah Stoller tenían una familia numerosa: tenían tres hijos: Noach, Uri y Menachem; y cinco hijas: Netta, Sarah, Dinah, Batya y Alik, y veinticuatro nietos y veintiséis bisnietos. Ambos están enterrados en el Cementerio Kinneret.

## Premios y distinciones
- En 1965, recibió el Premio Israel por su trabajo en Agricultura.[4]
- En Beersheba, una calle lleva su nombre.